# Vũ Tiên (tướng)
Vũ Tiên (tiếng Trung: 武仙; bính âm: Wǔ Xiān; ? – 1234), người Uy Châu, là đạo sĩ, danh tướng cuối thời Kim trong lịch sử Trung Quốc.

## Cuộc đời

### Trấn thủ Hà Bắc
Năm 1213, Miêu Đạo Nhuận được Kim Tuyên Tông phong làm Hà Bắc nghĩa quân đội trưởng, tập hợp các điền chủ, tổ chức lực lượng vũ trang chống Mông Cổ, Vũ Tiên hưởng ứng, người theo về rất đông. Năm 1214, quân Mông Cổ xâm lấn Hà Bắc, Vũ Tiên cho quân đóng ở phía tây Uy Châu, được phong làm quyền thứ sử Uy Châu.
Năm 1217, Thạch Hải ở phủ Chân Định tạo phản. Vũ Tiên dẫn quân giết Hải, tiếp thu đầu hàng, đóng quân ở Chân Định, được phong làm quyền Tri Chân Định phủ sự. Sau đó, tướng Mông Cổ là Mộc Hoa Lê, Sử Thiên Nghê dẫn quân tấn công. Vũ Tiên thủ vững, buộc Mộc Hoa Lê rút quân. Các thành trì ở Hà Bắc bị Mông Cổ chiếm đóng cũng bị Vũ Tiên tái chiếm.
Năm 1218, Trung Đô kinh lược sứ Miêu Đạo Nhuận bị Kinh lược phó sứ Giả Vũ hại chết, triều đình để Trương Nhu thay Đạo Nhuận quản lý nghĩa quân. Không lâu sau, Trương Nhu giết Giả Vũ, thống lĩnh các quân, nhưng sau bị quân Mông Cổ đánh bại ở Lang Nha lĩnh, đầu hàng Mông Cổ, khiến Hà Bắc rung chuyển. Vũ Tiên giữ cô thành chống trả Trương Nhu hơn hai năm, cho xây dựng các quân trại ở vùng Bình Dương, Thái Nguyên nhằm gây khó khăn cho quân Mông Cổ. Đến năm 1221, được triều đình phong Tri Chân Định phủ sự, kiêm Kinh lược sứ, dao lĩnh Trung Kinh lưu thủ, quyền Nguyên soái hữu đô giám. Sau đó được phong tước Hằng Sơn công, quản lý Trung Sơn, Chân Định, Ốc Châu, Ký Châu, Uy Châu, Trấn Ninh, Bình Định Châu, trại Bão Độc, Loan Thành, Nam Cung.
Tháng 8 năm 1221, Mộc Hoa Lê từ Sơn Tây kéo đến, Vũ Tiên quân ít không địch lại, buộc phải đầu hàng. Mộc Hoa Lê phong Sử Thiên Nghê làm Hà Bắc tây lộ binh mã đô nguyên soái, hành phủ sự, cho Vũ Tiên làm phó.

### Phản Mông về Kim
Năm 1223, Kim Tuyên Tông cho người dụ hàng, Vũ Tiên từ đó có ý về Kim, cho người đến liên minh với thủ lĩnh nghĩa quân Sơn Đông Bành Nghĩa Bân của Nam Tống. Năm 1225, Vũ Tiên phát động binh biến, giết cả nhà Sử Thiên Nghê. Tuy nhiên, Vũ Tiên nổi dậy quá sớm, Bành Thiên Nghê chưa kịp phối hợp, bị vạn hộ Sử Thiên Trạch, Lưu Hắc Mã, Trương Nhu cùng các trấn thủ Đổng Tuấn, Để Tông, Vương Ngọc, Hà Thực,... phản công. Vũ Tiên bỏ thành sang trại Đông Lý, đánh bại quân Vương Ngọc, giết con trai của Vương Ngọc là Vương Ninh Thọ. Nhờ sự phối hợp của Vũ Tiên Bành Nghĩa Bân đánh chiếm Hà Bắc, chiêu hàng tướng Mông Cổ là Nghiêm Thực. Nghiêm Thực một mặt giả vờ kết nghĩa với Nghĩa Bân, một mặt liên kết với quân Bột Lý Hải và Thạch Thiên Lộc. Tháng 7 cùng năm, Nghiêm Thực phản bội, Bành Nghĩa Bân bị đánh đuổi khỏi Hà Bắc, không lâu sau bị Lý Toàn đánh lén. Sử Thiên Trạch dẫn quân chặn đường, ngăn cản Vũ Tiên đến cứu Bành Nghĩa Bân. Nghĩa Bân cuối cùng bị Sử Thiên Trạch bắt, bất khuất mà chết. Vũ Tiên dẫn tàn quân chạy về phủ Nam Kinh (Khai Phong) thuộc Hà Nam.
Năm 1227, Vũ Tiên nhân lúc Thành Cát Tư Hãn chết, người Mông Cổ bàng hoàng, cho quân từ Khai Phong đánh Thái Nguyên, giết tướng Cáp Lạt Bạt Đô. 1228, Kim Ai Tông phong Vũ Tiên tước cũ Hằng Sơn công, đặt đất Thái Nguyên mới thu hồi làm Vệ Châu, giao cho Vũ Tiên quản lý. Cuối năm 1229, Vũ Tiên tấn công Thượng Đảng, đánh bại tướng Mông Cổ Nhâm Tồn, bao vây Lộ Châu, sau đó phá viện quân 
do Tháp Tư (cháu Mộc Hoa Lê) dẫn đầu, chém Tồn. Đại hãn Mông Cổ Oa Khoát Đài đích thân dẫn đại quân đến Thượng Đảng, Vũ Tiên rút về Vệ Châu. Qua năm 1230, Oa Khoát Đài cho Sử Thiên Trạch cùng Án Trát Nhi dẫn quân tấn công Vệ Châu. Tiên thủ vững không ra. Kim Ai Tông phái Hoàn Nhan Hợp Đạt, Hoàn Nhan Trần Hòa Thượng dẫn quân đến chi viện. Ba tướng đại phá quân Mông Cổ, Sử Thiên Trạch phải đào tẩu.

### Quyết chiến đến cùng
Tháng 12 năm 1231, Vũ Tiên dẫn quân rời Vệ Châu đến Đặng Châu hội quân với Hoàn Nhan Hợp Đạt, Di Lạt Bồ A, nhằm ngăn cản quân Mông, bảo vệ Nam Kinh.
Tháng Giêng năm 1232, 15 vạn quân Kim giao chiến với quân Mông Cổ do Đà Lôi chỉ huy ở núi Tam Phong, không may thua trận. Hoàn Nhan Hợp Đạt, Di Lạt Bồ A, Hoàn Nhan Trần Hòa Thượng cùng mấy vạn quân tử trận. Vũ Tiên dẫn theo 40 kỵ binh trốn về Lưu Sơn thuộc Nam Dương, tụ tập tàn quân hơn 10 vạn người tiếp tục chiến đấu. Tháng 3 (ÂL), quân Mông Cổ bao vây Nam Kinh, Kim Ai Tông phong Vũ Tiên làm Tham tri chính sự, Khu mật phó sứ, Hà Nam hành tỉnh, yêu cầu cùng Đặng Châu hành tỉnh Hoàn Nhan Tư Liệt dẫn quân cứu giá. Tháng 8 (ÂL), Vũ Tiên mới hành quân đến đông huyện Mật thì được tin Tư Liệt thua trận, rút lui về Lưu Sơn. Quân Kim đánh Dụ Thành không thành công, lại thua ở Liễu Hà, buộc Vũ Tiên phải lui về Đặng Châu, Tích Xuyên.
Năm 1233, Kim Ai Tông trốn đến Thái Châu, cho sứ giả vời Vũ Tiên về cứu giá. Vũ Tiên dẫn quân từ Tích Xuyên, vượt qua Kim Châu của Nam Tống. Năm 1234, quân Tống do Mạnh Củng chỉ huy tấn công Thái Châu, Vũ Tiên bỏ thành chạy đến Trạch Châu, trên đường đi bị thú binh giết hại.

## Gia đình
- Em trai, làm con tin trong quân Mộc Hoa Lê. Năm 1125, Vũ Tiên phản Mông, người này bỏ trốn nhưng bị quân Mông Cổ bắt được, giết chết.[2]